# باولو روفيني (ممثل)
باولو روفيني (بالإيطالية: Paolo Ruffini)‏ هو مقدم تلفزيوني وممثل إيطالي، ولد في 26 نوفمبر 1978 بليفورنو في إيطاليا.

## وصلات خارجية
- باولو روفيني على موقع IMDb (الإنجليزية)
- باولو روفيني على موقع ميتاكريتيك (الإنجليزية)
- باولو روفيني على موقع روتن توميتوز (الإنجليزية)
- باولو روفيني على موقع ألو سيني (الفرنسية)
- باولو روفيني على موقع ميوزك برينز (الإنجليزية)
- باولو روفيني على موقع أول موفي (الإنجليزية)
- باولو روفيني على موقع قاعدة بيانات الفيلم (الإنجليزية)
- باولو روفيني على موقع كينوبويسك (الروسية)